# معالجة لب الأسنان

إجراء نَفَقُ الجَذْرِ: السِّن غير صحيأ و مجروح،خلق وصول إلى تجويف السِّن بواسطة قبضة الأسنان،تنظيف وتشكي لأنفاق الجذور بواسطة المِبْرَد اللُّبّي،وحشوها بحشوة الطَبْرَخِيّ.

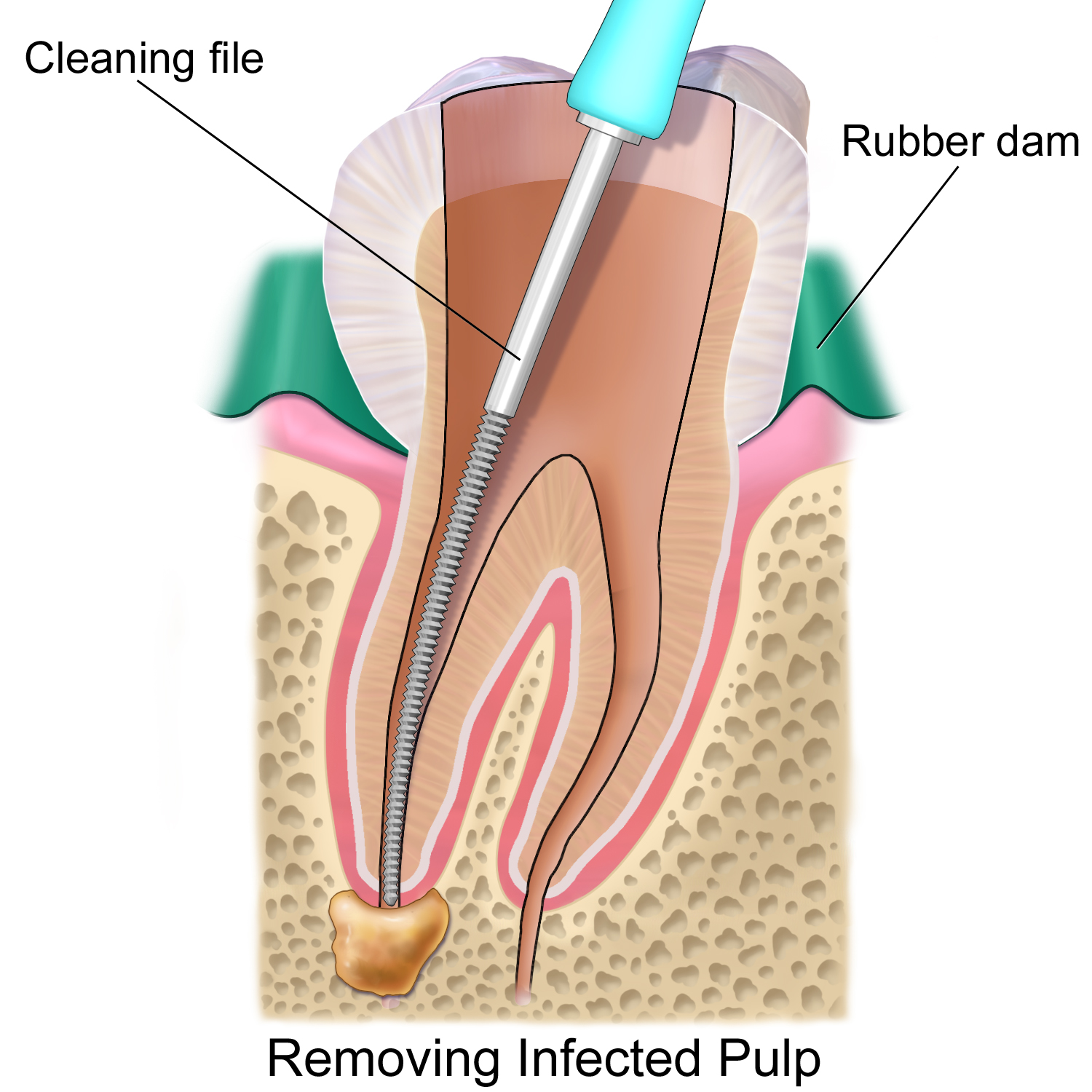
إزالة اللُّبّ المصاب بالعَدْوَى خلال إجراء نَفَقُ الجَذْرِ.

المعالجة اللُّبِّيَّة أو معالجة نَفَقُ جَذْرِ السِّن أو علاج العصب (بالإنجليزية: Root canal treatment)‏ عبارة عن سلسلة علاج لـلب السن المصاب بالعَدْوَى مما يؤدي إلى إزالة العدوى وحماية السن المطهر من الإصابة بالعَدْوَى مجدداً. نَفَقُ جَذْرِ السِّن والغرفة اللبية عبارة عن تجويف مادي داخل السِّن تسكنه بطبيعة الحال الأنسجة العصبية، والأوعية الدموية، والخلويات الأخرى التي تشكل معا لُب السِّن.
المعالجة اللُّبِّيَّة تتضمن إزالة هذه المكونات ومن ثم تشكيل القناة وتنظيفها وتطهير التجاويف (لمنع تسرب الجراثيم إليها ولمنع الجراثيم المتبقية من الاستمرار في النمو (يعتبر تنظيف القناة الكامل من الجراثيم أمراً مستحيلاً)) بواسطة أحجام صغيرة من المِبْرَد السِنِّيّ وأيضاً بواسطة محاليل الارتواء وبعد ذلك يتم سد (حشو) القناة المطهرة بواسطة حشوة خاملة مثل مادة الطبرخي (Guttapercha) والملاط المعتمد على قاعدة الأوجينول. راتين الإيبوكس يستخدم لربط الطَبْرَخِيّ في بعض إجراءات نَفَقُ جَذْرِ السِّن.

## إجراءات المعالجة

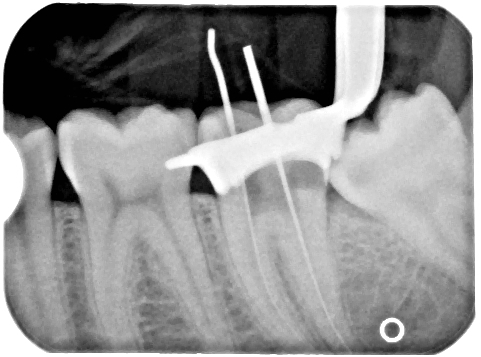
الأشعة السينية خلال إجراء قناة الجذر.

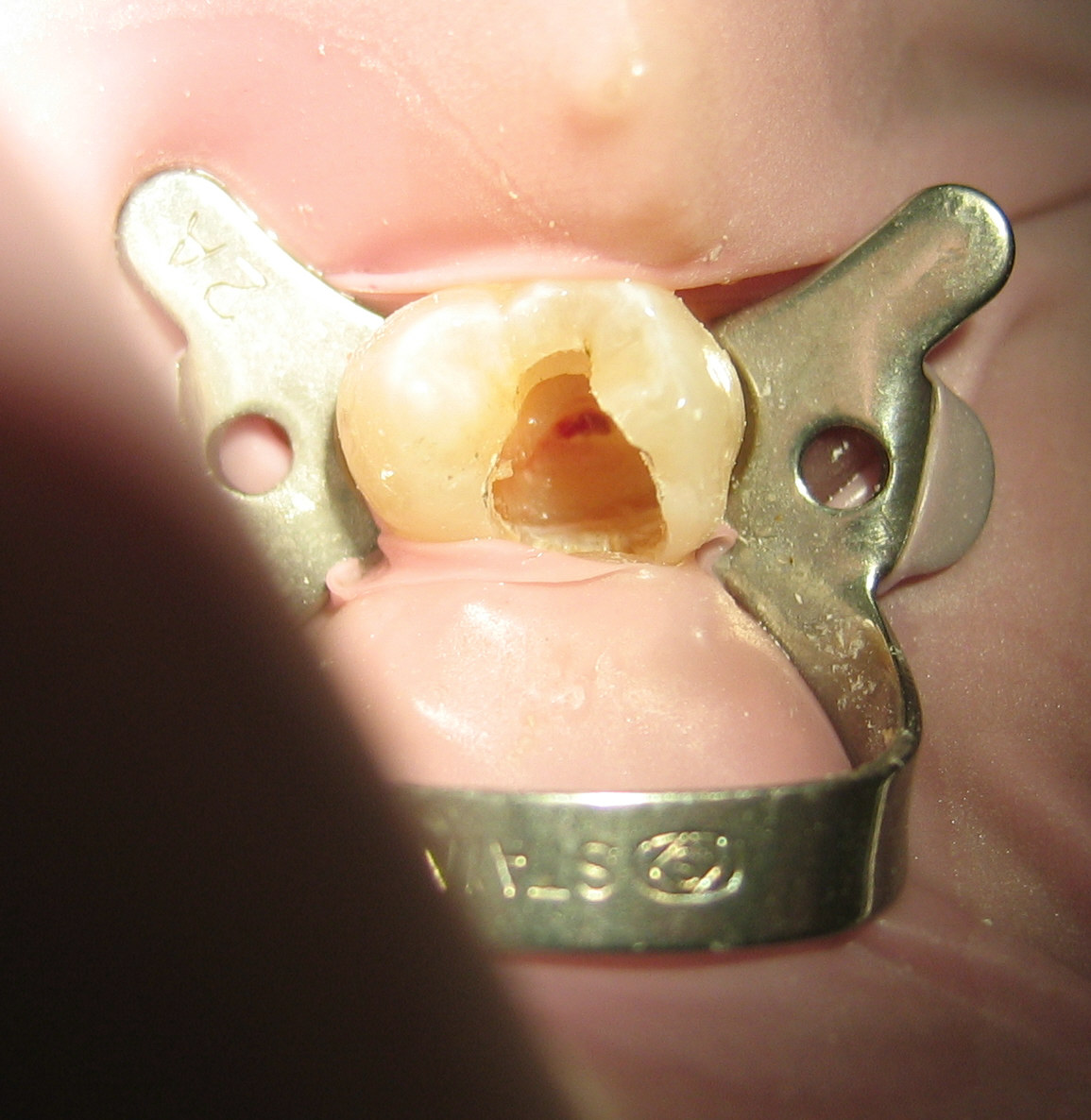
السِّن# 13،الضاحكالعلويالأيسر الثاني،بعد حفر تسوس DO. كان هناك تَعَرُّضُ اللُّبّ النَّخْرِيّ إلى غرفة اللُّبّ (الدائرة البيضاوية الحمراء)،والتقطت هذه الصورة بعد بدء بداية إجراء اللُّبِّيَّة وتمت إزالة سقف الغرفة.

في الحالة التي يشكل فيها السِّن تهديدا (بسبب النَخَر، التشقق، الخ) والتي تعتبر فيها العَدْوَى المستقبلية أكثر احتمالاً أو لا مفر منها، يُنصح باسْتِئْصالُ اللُّبّ، إزالة الأنسجة اللُّبِّيَّة، لمنع حدوث العَدْوَى. عادة، تكون بعض الالتهابات واو العَدْوَى قد وجدت داخل أو تحت السِّن. لعلاج العَدْوَى وحفظ السِّن، طبيب الأسنان يحفر إلى الغُرْفَةُ اللُّبِّيَّة ويزيل اللُّبّ المصاب ومن ثم يُخرج العصب من نَفَقُ الجَذْرِ (أنفاق الجذور) بواسطة أداة يَدَوِيّة على شكل إبرة طويلة تعرف بمِبْرَد الأسنان (مِبْرَد الأسنان،H مِبْرَد الأسنانK). نبدأبمِبْرَد سِّن صغير (يطلق عليه أحياناً 'مِسْبارُ قَناةِ الجَذر') ويتم استخدام مِبْرَدأكبر تدريجيا لتوسيع الأنفاق الجذرية. تستخدم هذه العملية لإزالة الحطام والأنسجة المنعدية وتسهل اختراق أكبر لمحلول الإِرْواء. بعد ذلك، طبيب الأسنان يَملأ كل من أنفاق وغرف الجذور بمادة خاملة ويختم على الجزءالمفتوح. هذا الإجراء يعرف بمُعالَجَةُ قَناةِ الجَذْر. مع إزالة الأعصاب وإمدادات الدَّممن الأسنان، من الأفضل أن تكون الأسنان مزودة بالتاج.
مادة التعبئة المعيارية هي الطبرخي، عبارة عن بلمر طبيعي يُحضر من اللاتكس من شجرة البيرشا (الأسم العلمي طبرخي). وتنطوي هذه التقنية اللبية المعيارية على إدراج مخروط الطَبْرَخِيّ («أَقْماعٌ طَبْرَخِيّة») في القناة الجذرية النظيفه جنبا إلى جنب مع مِلاَطُ الخَتْم. طريقة آخرى تستخدم الطَبْرَخِيّ المذاب بواسطة الحرارة الذي يتم بعد ذلك حقنه أو ضغطه في ممر نَفَقُ الجَذْرِ (أنفاق الجذور). لكن، الطَبْرَخِيّ ينكمش بينما يبرد، مما يجعل الطريقة الحرارية غير موثوقة، وأحيانا يتم استخدام مجموعة من التقنيات. الطَبْرَخِيّ ظليل للأشعة، مما يتيح التحقق بعد ذلك أن ممرات نَفَقُ الجَذْرِ قد تم تعبئتها كاملة، بدون فراغات.
تم اخترع مادة حشو بديلة في بدايات 1950 بواسطة انجيلو سارجنتي. خضعت لعدة صيغ على مر السنين (N2، N2 العالمي، RC-2B، RC-2B الأبيض)، ولكن كلهم يحتوون على بارافورمالدهيد. بارافورمالدهيد، عند وضعها في نَفَقُ الجَذْرِ، تشكل الفورمالديهايد، التي تخترق وتعقم المرور. ثم يتم تحويل الفورمالديهايد نظريا إلى مياه غير ضارة وثاني أكسيد الكربون. والنتيجة كانت أفضل من نَفَقُ الجَذْرِ المعمول بالطَبْرَخِيّ وفقا لبعض التحقيقات. بيد أن هناك نقصا غير قابل للجدل في الدراسات العلمية وفقا للمجلس السويدي على تقييم التكنولوجيا الصحية. [بحاجة لمصدر]
في حالات نادرة، المعجون مثل أي مادة أخرى يمكن إجبارها لتمر منذِرْوَةُ الجَذْر إلى العظام المحيطة. إذا حدث ذلك، سوف يتم مباشرة تحويل الفورمالديهايد إلى مادة غير ضارة. الدَّم طبيعياً يحتوي على 2 ملغ من الفورمالديهايد في كل لتر من الدَّم والجسم ينظم هذا في ثوان. المتبقي من فرط التعبئة سيتم امتصاصه تدريجيا والنتيجة النهائية هي جيدة بشكل طبيعي. في عام 1991 قرر مجلس ADA على أن مداواة الأسنان بهذه الطريقة «غير مستحسنة»، ولم يتم تدريسها في أي كلية طب الأسنان الأمريكية. والأدلة العلمية في المعالجة اللُّبِّيَّة كانت ولا تزال ناقصة. تقنية سارجنتي لها دعاة، الذين يعتقدون أن N2 أقل تكلفة وإيضاً على الأقل آمن مثل الطَبْرَخِيّ.
بالنسبة لبعض المرضى، مُعالَجَةُ قَناةِ الجَذْر هي واحدة من أكثر إجراءات طب الأسنان رعبا، ربما بسبب وجود خراج مؤلم الذي اوجب إجراء نَفَقُ الجَذْرِ. ومع ذلك، أطباء الأسنان يؤكدون أن مُعالَجَةُ قَناةِ الجَذْر الحديثة غير مؤلمة نسبيا لأن الألم يمكن السيطرة عليه بواسطة المخدر الموضعي أثناء الإجراءات وأيضا يمكن السيطرة على الألم بواسطة الأدوية قبل و / أو بعد العلاج على افتراض أن طبيب الأسنان أخذ الوقت لإعطائه واحدة. لكن، في بعض الحالات قد يكون من الصعب جدا السيطرة على الألم قبل تنفيذ مُعالَجَةُ قَناةِ الجَذْر. مثلا، إذا كان المريض لديه خراج في سن مع تورم في المنطقة أو «مملوءة بسائل اللثة النفطة» بجانب الأسنان، القيح الذي فيالخراج قد يحتوي على أحماض تعطل عمل أي مخدر يحقن حول السِّن. في هذه الحالة، ربما طبيب الأسنان ينزع الخراج بقطعٍ عليه للسماح للقيح بالتجفيف. إخراج القيح يزيل الضغط المتراكم حول السِّن; هذا الضغط يسبب الألم. ثم طبيب الأسنان يصف مضادات حيوية مثل البنسلين لمدة أسبوع، والذي سوف يقلل من العَدْوَى والقيح، ويجعل من السهل تخدير السِّن عندما يعود المريض بعد أسبوع. طبيب الأسنان يستطيع أيضا أن يفتح السِّن، ويسمح للقيح بالنزوح عبر السِّن، ويمكن أيضا أن يترك السِّن مفتوحا لبضعة أيام للمساعدة في تخفيف الضغط.
جذر السِّن المعالج يمكن أن يخفف من الإطباق كإجراء لكي يمنع حدوث كسر في السن قبل تَمْليط التاج أو حشوة مماثلة. أحيانا طبيب الأسنان يعمل علاج أولي للسِّن عن طريق إزالة اللُّبّ السني المعدي كاملا وعمل تضميد وحشوة مؤقتة على السِّن. وهذا ما يسمى باستئصال اللُّبّ. طبيب الأسنان ربما يزيل فقط الجزءالإكليلي من اللُّبّ السِّني، الذي يحتوي على 90% من الأنسجة العصبية، ويترك اللُّبّ في الأنفاق الجذرية سليماً. هذا الإجراء، يدعى "بضع اللب"، يتجه إلى القضاء أساسا على كل الآلام. نسبياً بَضْعُ اللُّبّ يمكن أن يكون علاجاً نهائياً لالأسنان اللبنية المصابة بالعَدْوَى. وتهدف إجراءات استئصال اللُّبّ وبَضْعُ اللُّبّ على إزالة الألم حتى الزيارة القادمة من أجل الانتهاء من قناة الجذر. حدوث المزيد من الألم يمكن أن يعزى إلى وجود عَدْوَى مستمرة أو بقاء الأنسجة العصبية الحيوية.
بعد إزالة أكبر قدر ممكن من اللُّبّ الداخلي، نَفَقُ الجَذْرِ (أنفاق الجذر) يمكن تعبئته مؤقتا بمعجون هيدروكسيد الكالسيوم، يتم ترك هذه القاعدة القوية لمدة أسبوع أو أكثر للتطهير والتقليل من الالتهاب في النسيج المحيط. المريض قد يشكو من الألم إذا طبيب الأسنان ترك مفقد حيوية اللُّبّ على النَفَقُ الجَذْرِي وبالتالي تزداد زيارة واحدهإلى طبيب الأسنان. إيبوبروفين الذي يؤخذ عن طريق الفم يستخدم عادة قبل أو بعد هذه الإجراءات لتخفيف الالتهاب.
يمكن استخدام المواد التالية كمِرْواء للقَناةِ الجَذْرِيَّة خلال إجراء نَفَقُ الجَذْرِ:
- أقل من 5% هيبوكلوريت الصوديوم (NaOCl)
- 6% هيبوكلوريت الصوديوم مع المعدلات السطح لتحسين التدفق في الأركان والزوايا والتصدعات
- 2% الكلورهيكسيدين جلوكونات
- 0.2% جلوكونات الكلورهيكسيدين بالإضافة إلى 0.2% سيتريميد
- 17% حمض EDTA
- كبريتات الفارمستين
- مزيج من حمض الستريك، الدوكسيسيكلين، وبوليسوربات 80 (المنظفات) (MTAD)

الأضراس والضواحك التي خضعت لعلاج القناة الجذرية يجب حمايتها بتاج يغطي شرفات السِّن. وذلك لأن إتاحة الوصول إلى نظام نَفَقُ الجَذْرِ يتطلب إزالة كمية كبيره من بِنْيَةُ السِّنّ. الأضراس والضواحك هي الأسنان الأساسية المستخدمة في الوظيفة، وتعرضها للكسر شبه مؤكد في المستقبل دون تغطية الشرفات السنية. الأَسْنانُ الأَمامِيَّة عادة لا تحتاج إلى ترميم وتغطية كاملة بعد نَفَقُ الجَذْرِ، ما لم يكن هناك فقدان كمية كبيرة من السِّن بسبب النخر أو لغرض جمالي أو إطباق شاذ. من المستحسن وضع إكليلا أو غطاء ذَهَبُ الصَّبّ لحماية الشرفات لأنهم يمتلكون أفضل قدرة لختم النَفَقُ الجَذْرِي للسن. إذا لم يختم السِّن تماماً، فإن قناة الجذر قد تسرب، مما يؤدي في نهاية المطاف إلى فشل قناة الجذر. أيضا، يعتقد كثير من الناس إن السِّن إذا خضع لمعالجة قناة الجذر فإنه لا يتعرض للنخر. هذا ليس صحيحا. السِّن الذي عولجت قناة جذره لا يزال قادراً على النخر، وإذا لم تتواجد رعاية منزلية مناسبة ومصدر الفلورايد كافي يمكن للبنية الأسنان أن تنخر بشدة (المريض لا يدري في كثير من الأحيان لأن العصب تمت إزالته، وترك السِّن بدون أي إدراك بالألم). لذلك، تدمير التسوس الغير مرمم هو السبب الرئيس لقلع الأسنان بعد علاج قناة الجذر، بمعدل يصل إلى ثلثي القلع. لذلك من المهم جدا أن تؤخذ الأشعة السينية بشكل منتظم لقناة الجذر لضمان أن السِّن لا توجد فيه مشاكل لا يشعر بها المريض.

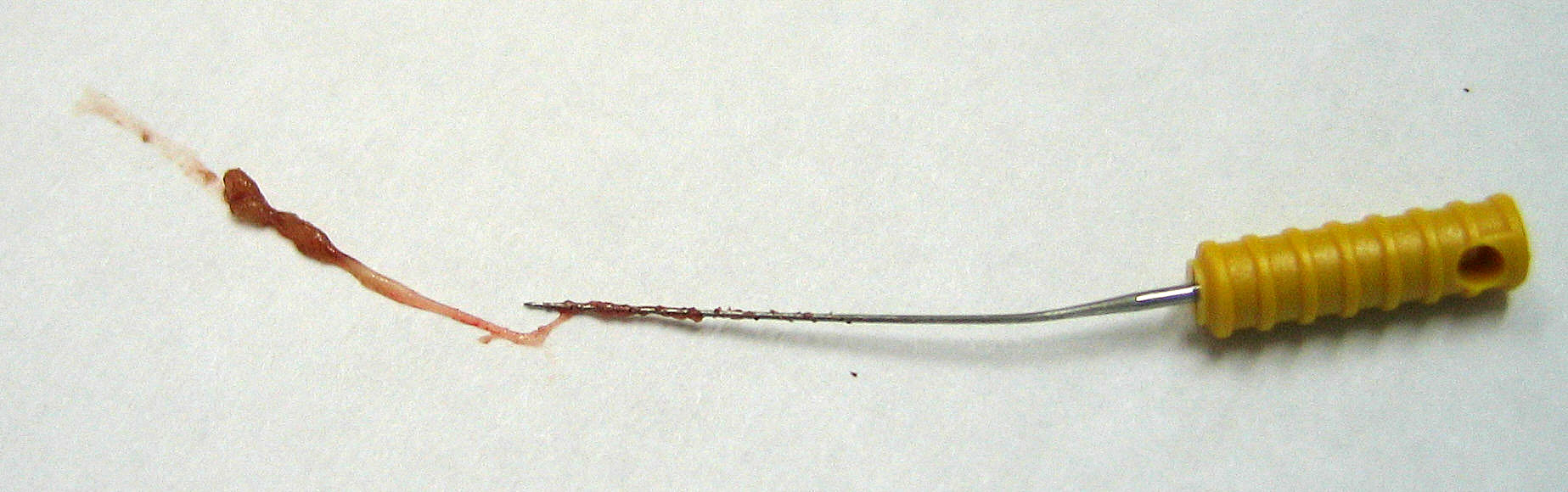
إزالة النسيج اللُّبّي أثناء المعالجة اللُّبِّيَّة بواسطة المِبْرَد الشوكي حجم 20.

الإجراء غالباً ما يكون معقد، تبعا للظروف، ويمكن أن تكون هناك زيارات متعددة على مدى أسابيع. وعادة تكون التكلفة مرتفعة.

### الإحساس بـالألم بعد علاج العصب
توصلت العديد من التجارب إلى أن استخدام الأدوات الدوارة ترتبط بانخفاض في معدل الألم بعد إجراء علاج العصب عندما تم مقارنتها بالأدوات اليدوية (المبرد العادي).

## التاريخ
Nunn et al.
تتبع التاريخ إلى 1756، في ذلك التاريخ فيليب فاف نشر عمله على الذهب كمادة للحشو.

### البدائل
بدائل علاج نَفَقُ الجَذْرِ تشمل لا علاج، قلع الأسنان، أو إجراء 3Mix-MP. بعد قلع السِّن، يمكن أن تشمل تعويض بدلي مثل زراعة السِّن (الأسنان)، بِدْلَةٌ جُزْئِيَّةٌ مُثَبَّتة (يشار إليه على أنه «الجسر»)، أو بواسطة بِدْلَةٌ نَزوعَة. هناك مخاطر لعدم إجراء أي علاج مثل الألم والعَدْوَى وإمكانية تفاقم العَدْوَى السِنِّيَّة ولن تكون قابلة للترميم (معالجة قناة الجذر لن تكون ناجحة، غالبا بسبب فقدان كمية كبيرة من بنية الأسنان). في حالة فقدان كمية كبيرة في بنية السِّن، قد يكون القلع هو الخيار الوحيد للعلاج.
في ديسمبر 2010، نُشرت دراسة تدل على وجود بديل جديد لعلاج القناة الجذرية في علاج لب الأسنان المصابة بالعَدْوَى، إجراء 3Mix-MP، من خلال وضع خليط موضعي من مضاد البكتيريا. في حين أن الدراسات السابقة قد فشلت في تجارب مماثلة، هذه الدراسة نجحت من خلال استخدام وسيلة فريدة للمضادات الحيوية، بروبيلين غليكول، الذي ثبتت قدرته على الاختراق بنجاح والانتشار عبر نُبَيباتٌ عاجِيَّة. وهذا الاكتشاف مهم لأنه يقدم بديلا لمعالجة القناة الجذرية غير قلع السِّن.

## الإبتكار

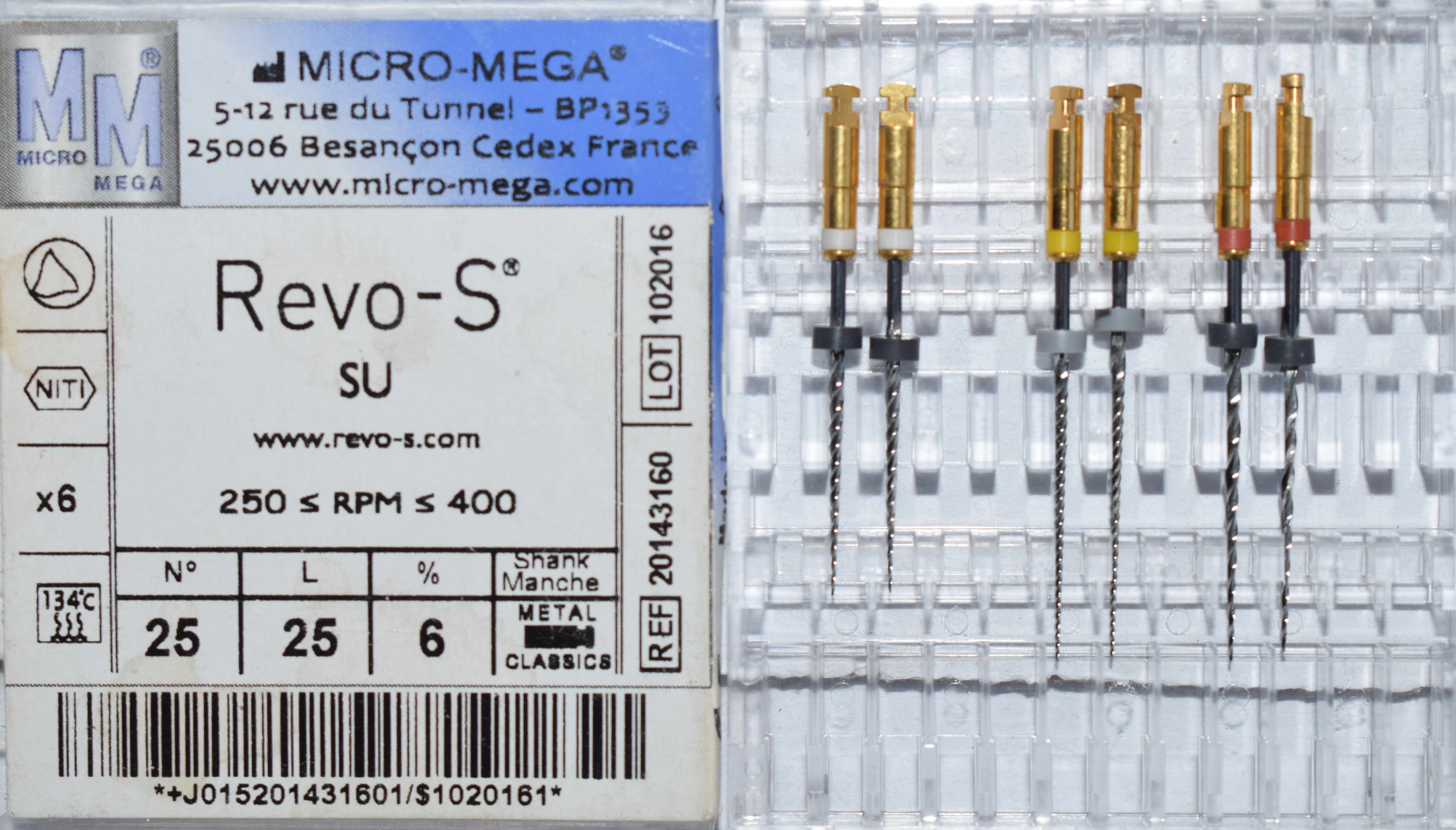
ادوات دوارة من النيكيل تيتايام Revo S من شركة Micromega

في العشر سنوات والعشرين سنة الماضية، كانت هناك ابتكارات كبيرة في فن وعلم علاج قناة الجذر. أطباء الأسنان الآن يجب أن يكون لديهم علم بالمفاهيم الحالية من أجل أداء أمثل لنَفَقُ الجَذْرِ. لقد أصبح علاج قناة الجذر أكثر آلية ويمكن إجراءها بشكل أسرع يعود الفضل، في جزء منه، إلى الآلة الدوارة المعتمدة على التكنولوجيا وأساليب ملء نَفَقُ الجَذْرِالأكثر تقدما. تتم العديد من إجراءات نَفَقُ الجَذْرِ في زيارة واحدة الأسنان والتي قد تستمر لحوالي من ساعة إلى ساعتان. تتوفر تقنيات جديدة (على سبيل المثال الأشعة المخروطية المقطعية CT) التي تجعل أخذ القياسات العلمية لنَفَقُ الجَذْرِ أكثر كفاءة ومع ذلك، فإن استخدام الأشعة المقطعية في حشو العصب يجب تبريره.
العديد من أطباء الأسنان يستخدموا عَدَسَةٌ أسنان مُكَبِّرة لإجراء علاج القناة الجذرية، وكان هناك إجماع أن معالجة القنوات الجذرية بعَدَسَةٌ أسنان مُكَبِّرةَ، أو بشكل أخر من التكبير (مثل المجهر الجراحي)، أكثر احتمالا للنجاح من تلك التي تعمل بدونها. على الرغم من أن أطباء الأسنان العامة قد أصبحوا على دراية في هذه التكنولوجيا المتقدمة، ومع ذلك، وجدت دراسة منهجية أدلة غير كافية لتحديد ما إذا كان استخدام أجهزة التكبير يعطي ميزة أكثر أو يؤثر إيجابًا على نتيجة إجراء الأسنان. فإنها لا تزال على الأرجح أكثر استخداما من قبل الأطباء المتخصصين بقناة الجذر (المعروفين باسم endodontists).
إجراءات قناة الجذر بواسطة الليزر هي ابتكار مثير للجدل. أشعة الليزر قد تكون سريعة لكنها لم تثبت قدرة على تطهير السِّن كله، ويمكن أن تسبب الضرر أيضاً.

## أنواع استعمال الأدوات في نَفَقُ الجَذْرِ

### إجراءات التشكيل
أقدم اقتباس هو القياسي، الذي عرضه إنجل. لديه عيوب مثل فرص فقدان طول العمل وسهولة الصَفيحَة، zipping أو ثقوب.
تقنية الخطوة الخلفية، المعروفة أيضا باسم منظار أو سلسلة تحضير قناة الجذر، أول من وصفها كان مولاني، وتنقسم إلى مرحلتين: خلال المرحلة الأول يحدد طول العمل من ثم الجزء القِمِّيَّ لنَفَقُ الجَذْرِ يشكل بدقة بواسطة مِبْرَد K حجم 25 يصل إلى طول العمل؛ خلال المرحلة الثانية يحضر الجزء المتبقي مننَفَقُ الجَذْرِ بشكل يدوي أو بالأجهزة الدورية.
هذا الإجراء لديه بعض العيوب، مثل أخطاء علاجية المنشأ كالنقل القِمِّيَّ، أي استعمال الأدوات بشكل قصير جدا أو طويل جدا، كالتي تعمل في الخطوة الخلفية المعدلة، أو تراكم الحطام المعرقل، التي تنتج عن طريقة الخطوة الخلفية السلبية التي طورها طوربنجاد.
كل هذه الإجراءات والتي تليها تعمل بري متكرر مع التَلخيص بواسطة المِبْرَد القِمِّيَّ الرئيس، تعني أن نستخدم مِبْرَد صغير (عادة 10 أو 15) يصل إلى الثقبة القِمِّيَّة.
التاج إلى الأسفل هو إجراء يقوم به طبيب الأسنان بحيث يحضر بداية الجزء الإِكْليلِيّ من نَفَقُ الجَذْرِ بعد التأكد من سَالِكِيَّة نَفَقُ الجَذْرِ كله بواسطة المبرد القِمِّيَّ الرئيس.
هناك أيضا إجراء «الهجين» يجمع بين «الخطوة الخلفية» و «التاج إلى الأسفل»: بعد التأكد من سَالِكِيَّة نَفَقُ الجَذْرِ، يتم إعداد الثلث الأكليلي بطريقة يدوية أو بواسطة مثقب غيتس جليدين، ثم يتم تحديد طول العمل، وأخيرا الجزء القِمِّيَّ يشكل باستخدام تقنية الخطوة الخلفية.
الوهيج المزدوج هو إجراء عرضته فافا حيث يتم استكشاف نَفَقُ الجَذْرِ باستخدام مِبْرَد صغير. يحضر نَفَقُ الجَذْرِ بطريقة التاج إلى أسفل باستخدام مِبْرَد K ثم بعد ذلك نحضر بطريقة «الخطوة الخلفية» مع علاوة كل 1 مم يتم زيادة أحجام المِبْرَد.
كتاب آخر، Endodontics'' by prof. Castellucci from Florence، يصف توسيع الجزء الأكليلي مبكرا، أيدت بواسطة أ. كليفورد رودل من سانتا باربرا. هذه التقنية هي نفسها التي كتبها د.فرانشيسكو ريتانو من كاتانزارو سبق وصفها بأنها «تقنية الثلاث مرات». على كل حال، وفقا لهذا الإجراء المعقد نَفَقُ الجَذْرِالقِمِّيَّ يحضر في المقام الأول بعد التحقق من طول العمل بواسطة جهاز مُوَضِّعَةُ القِمَّة؛ ثم يتم توسيعه تدريجيا بواسطة ثقب غيتس جليدين (الثلثان الأكليليوالمتوسط فقط)؛ في المرة الثالثة طبيب الأسنان «يصل إلى قمة» وإذا لزم الأمر، يتم تحضير الثقبة القِمِّيَّة بواسطة مبرد K حجم 25. وتنقسم المرحلة الأخيرة إلى اثنين من ممرات التكرير: أول واحد أداة ب 1 ملم تعرج، والثانية ب 0.5 ملمتعرج.
من أوائل التسعينات أدخلت الأدوات المحركة آليا تدريجيا؛ هذه هي: نظام ProFile، مِبْرَدGreater Taper(أو «مِبْرَدGT»)، مِبْرَدProTaper (أُشيد به من قبل Castellucci)، وغيرها من النظم مثل Light Speed، Quantec، K-3rotary، Real World Endo، Hero642.
التحضير باستخدام فائِقُ الصَّوت وصف أيضا بواسطة Gargs، ولكن الكاتب لا يوجد لديه أدنى خبرة، لذلك فهو لن يتحدث عن هذا الموضوع.

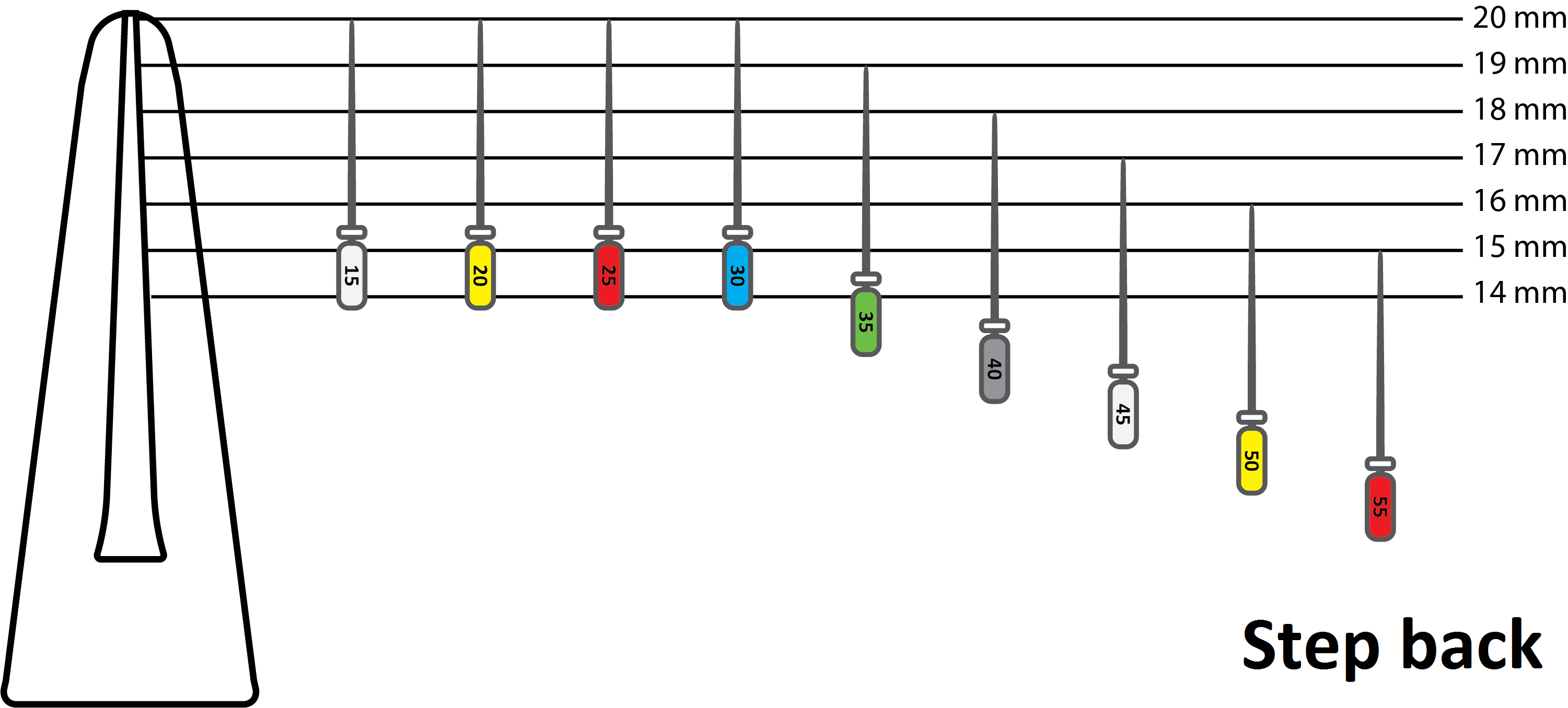
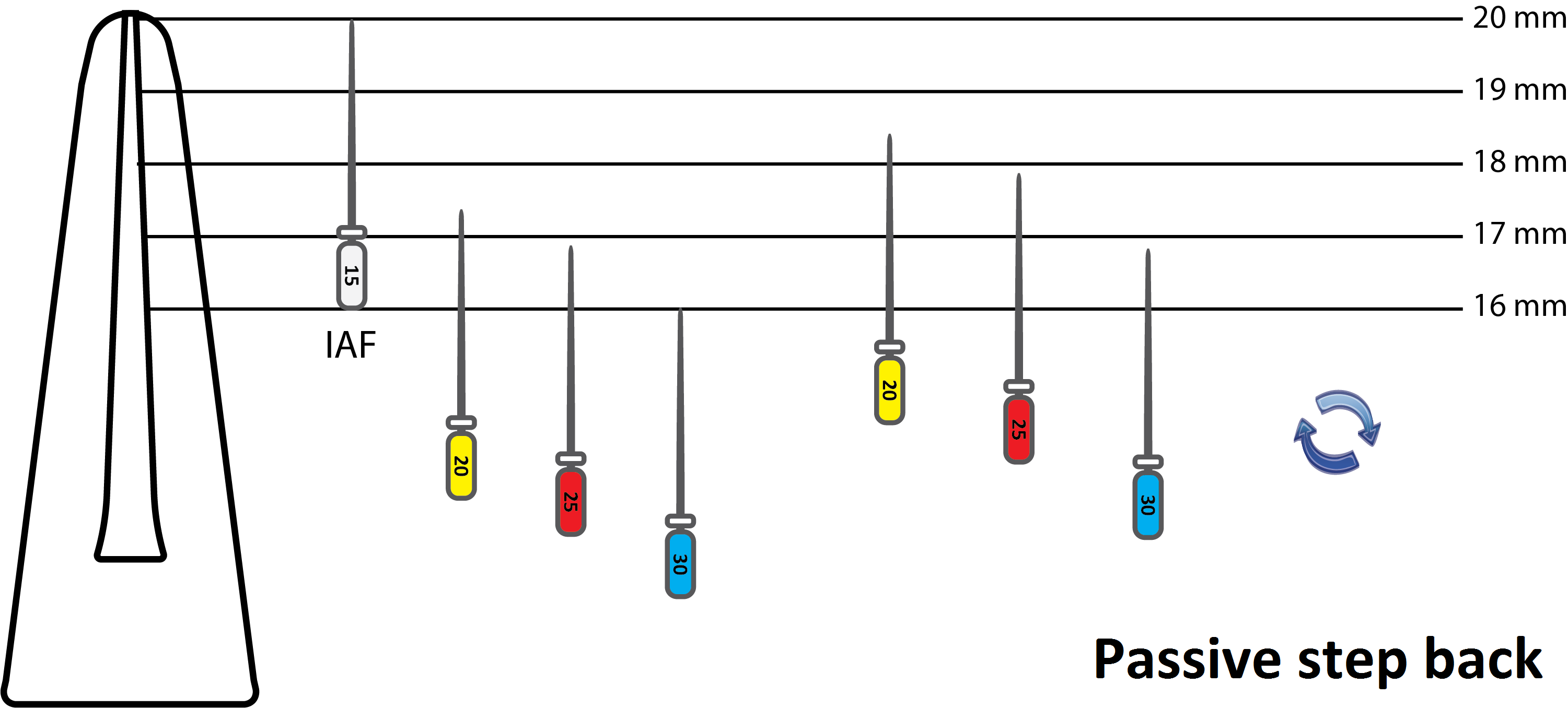
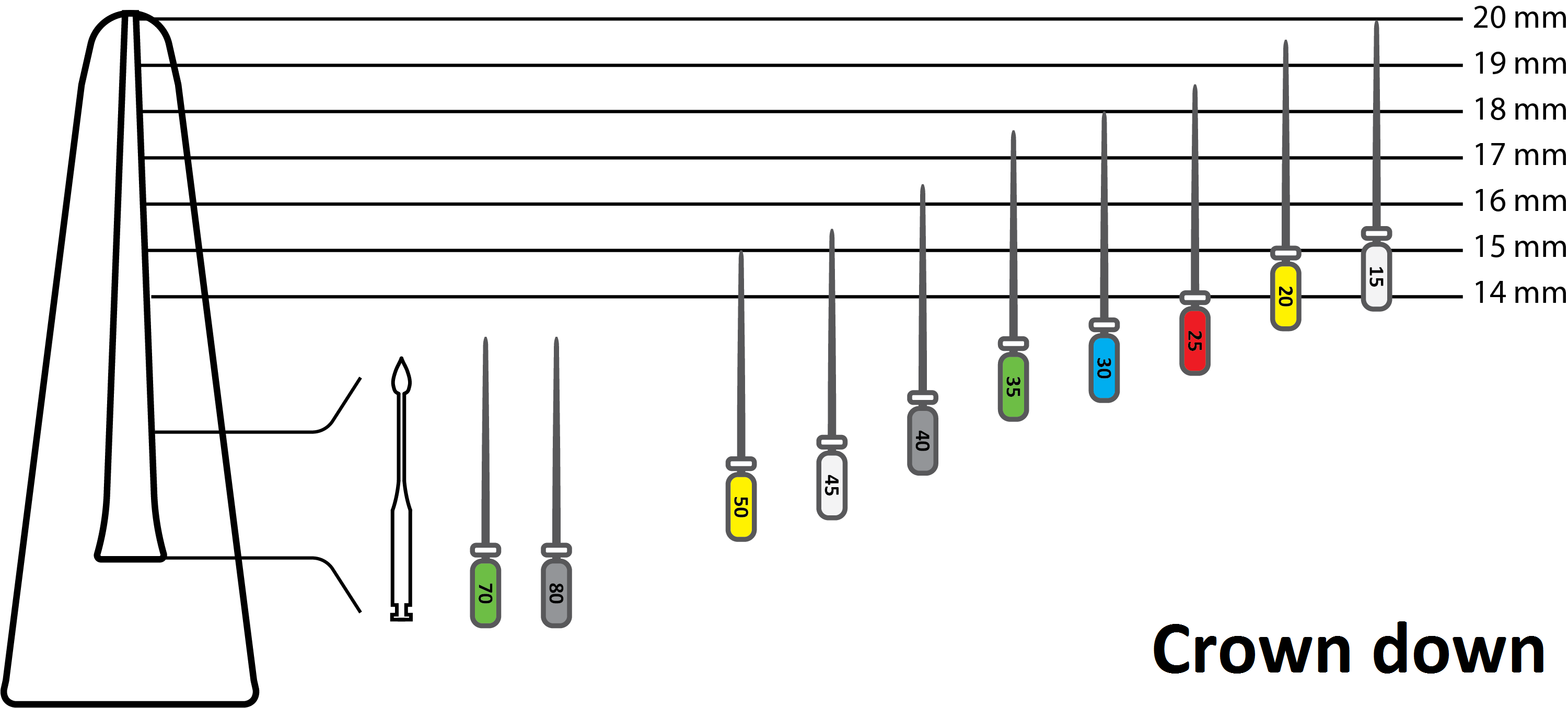

### التقنيات الجراحية للأدوات
Gargs and Castellucci قاموا بعرض تقنيات يدوية متعددة حول كيفية التعامل مع الأدوات اللُّبِّيَّة.
هناك تقنيتان ضد الانحناء مختلفة قليلا: الأولى وفقا لكتاب Textbook of Endodontics والأخرى وفقاً لكتاب Endodontics. أول تقنية طورت بواسطة لين، والأخرى من قبل أبو راس، فرانك وغليك.
تقنية القوى المتوازنة، وضعت في عام 1985 من قبل رواني وسابالا، طبيب الأسنان يضع المِبْرَد داخل نَفَقُ الجَذْرِ ويدور باتجاه عقارب الساعة ربع دوره، داخل العاج، ثم تُدور عكس اتجاه عقارب الساعة نصف أو ثلاثة ربع الدورة، مع الضغط في الاتجاه القِمِّيَّ، قص قبالة الأنسجة المتشابكة سابقا.
من «القوى المتوازنة» فُرعت تقنيتين أخرى: القوة العكسية متوازنة (حيث يتم تدويرأدوات GTبداية عكس اتجاه عقارب الساعة ثم في اتجاه عقارب الساعة) وألطف منها «أطعمه وأسحب» حيث يتم تدوير الأداة ربع دورة واسحبهاإكليليا بعد الاشتباك، ولكن بدون تطويل.

## الحوادث الإجرائية
الأَدَوات قد تنفصل (تنكسر) داخل نَفَقُ جَذْرِ السِّن، وهذا يعني أن جزء من المِبْرَد السِنِّيّ المعدني الذي يستخدم أثناء الإجراء يبقى داخل السِّن. قطعة المِبْرَد السِنِّيّ المتبقية يمكن أن تترك إذا كان هنالك مستوى مقبول من التنظيف والتشكيل ومحاولة إخراج القطعة المتبقية قد تُسبب خطر للسِّن. بينما يحتمل أن تكون مقلقة للمريض، وجود المعدن داخل الأسنان هو شيئا شائع نسبيا، مثلاً;يحتوي على الأوتاد المعدنية، حشوات الملغم، والتيجان الذهبية، وتيجان الخَزَفٌ المَصْهور ُبمعدن. وقوع انفصال مِبْرَدالسِّن يتناسب مع ضيق، وانحناء، وطول، وتكلس وعدد جذور السِّنالذي يعالج. المضاعفات الناجمة عن تنظيف القنوات بشكل غير كامل، بسبب الانسداد بواسطة المِبْرَدالسِّني المفصول، يمكن معالجتها عن طريق معالجة نَفَقُ الجَذْرِ جراحياٌ. وقوع انفصال الأداة موثق جيدا.
حادث هيبوكلوريت الصوديوم هو رد فعل فوري يتكون من ألم شديد، يليه وذمة، ورم دموي وكدمة نتيجة لهروب السوائل من حدود السِّن ودخول مساحة مُحِيْطٌ الذِّرْوَة. قد يكون السبب مبهماً وبسبب الربط أو الضغط الزائد على حقنة الإرواء أو أنها قد تحدث في حالة أن السِّن كانت لديه ثقبة قِمِّيَّ كبيرة بشكل غير عادي. عادة تكون ذاتية الحل وقد تستغرق 2-5 أسابيع للعلاج تماما.

## النجاحات والمَآلات
الأسنان المعالجة جذريا يمكن أن تفشل في الشفاء، على سبيل المثال إذ طبيب الأسنان لم يجد ونظف وعبئ جميع القنوات الجذرية في السِّن. أَرْحاءالفك العلوي، هنا كفرصة أكثر من 50% أن السِّن له أربع أنفاق جذرية بدل امن ثلاثة فقط. النفق الرابع غالبا ما يسمى «إِنْسِيٌّ الشِدْقِ 2»، يميل إلى أن يكون صعب جدا إيجاده وغالبا مايتطلب أدوات خاصة وتكبير من أجل أن يرى (أكثر شيوعا في أول الأَرْحاء العلوية، وقد أظهرت الدراسات متوسط من 76% تصل إلى 96% وجود نفق MB2 في هذه الأسنان)، هذه القناة المصابة بالعَدْوَى قد تسبب استمرار العَدْوَى أو «نوبات احتدام» في السِّن. أي سن يمكن أن يحوي أكثر من نفق جذري على عكس المتوقع، ويمكن أن لا تُرى هذه القنوات عندما يتم تنفيذ نَفَقُ الجَذْرِ. في بعض الأحيان قد يكون شكل الأنفاق غير عادي، مما يجعلها مستحيلة التنظيف والملء تماما. لذلك قد تبقى بعض المواد المصابة في النَفَقُ الجَذْرِي.
أحيانا تعبئة النَفَقُ الجَذْرِي لا تمتد إلى القمة تماما، أو أنه لا يملئ النَفَقُ الجَذْرِي بكثافة كما يجب. في بعض الأحيان قد يثقب جذر الأسنان بينما يتم معالجة النَفَقُ الجَذْرِي، مما يجعل من الصعب ملء الأسنان. يمكن ملء الثقب بمادة إصلاح الجذرية مثل المستمدة من الإسمنت الطبيعي (mineral trioxide aggregate]] (MTA]].
غالباً يمكن للمتخصص إعادة علاج فشل الأنفاق الجذرية، بعد العلاج تلتئم الأسنان، غالبا إعادة العلاج تتم بعد سنوات من الإجراء الجذري الأول.
على كل حال، بقاء أو وظيفة السِّن المعالج لبياً، غالبا ما يكون الجانب الأكثر أهمية من نتائج المعالجة اللُّبِّيَّة، بدلا من شفاء الجزء القِمِّيَّ للجذر فقط. الدراسات الحديثة تشير أن المواد التي تستخدم عادة لتنظيف مساحة النفقُ الجَذْرِي تعقم القناة بشكل غير مكتمل.السِّن المستعاد (المحشو) بطريقة صحيحة بعد علاج نَفَقُ الجَذْرِ يعطي معدلات نجاح على المدى الطويل حوالي 97٪. في نطاق واسع من دراسة Delta Dental Study قرابة أكثرمن 1.6 مليون مريض خضعوا لعلاج قناة الجذر، 97% احتفظوابأسنانهم 8 سنوات بعد هذا الإجراء، مع أن معظم الأحداث الغير مرغوب فيها، مثل إعادة المعالجة وجراحةالقمي أو القلع، تحدث خلال أول 3 سنوات بعد المعالجة اللُّبِّيَّة الأولية. الأسنان المعالجة لبيا أكثر عرضة للقلع يرجع ذلك بشكل اساسي إلى التدمير التسوسي الغير مرمم وإلى حدأقل لأسباب تتعلق بالمعالجة اللبية مثل فشل المعالجة اللُّبِّيَّة، وكسر الجذر الرأسي، أو الثقب (الخطأالإجرائي).

## القضايا المَجْموعِيّة
السِّن المصاب بالعَدْوَى قد يعرض أجزاء الجسم الأخرى للخطر. الأشخاص الذين لديهم تَعَرُّضِيه معينة، مثل تعويض مَفْصِل بِدْلِيّ أو تَدَلّ الصِّمامُ المِتْرالِي (التاجي)، قد يحتاجون إلى تناول مُضادَّاتٌ حَيَوِيَّة للحماية من انتشار العَدْوَى خلال إجراءات السِنِّيّة. كلا من المعالجة اللُّبِّيَّة وقَلْعُ السِّن يمكن أن تؤدي إلى عَدْوَى عَظْمُ الفَكّ لاحقا. جمعية أطباء الأسنان الأمريكية (ADA) تؤكد أن أي مخاطر يمكن السيطرة عليها على نحو كاف.
في بدايات القرن العشرين، كانت نظرية العديد من الباحثين تنُص على أن البكتيريا التي تأتي من الأسنان ذات اللُّبّ النَخْرِي أو التي تلقت المعالجة اللُّبِّيَّة يمكن أن تسبب عَدْوَى مُزْمِنَة أو مَوضِعِيَّة في مناطق بعيدة عن السِّن وذلك من خلال نقل البكتيريا من خلال مَجْرَى الدَّم. وأُطلق على هذه النظرية "نظرية العدوى البؤري"، وأَدت إلى أن بعض أطباء الأسنان دعوا لقلع السن.
في عام 1930s، انهارت هذه النظرية، ولكن أُعيد إحياء هذه النظرية بعد فترة وجيزة بكتاب عنوانه «نَفَقُ جَذْرِ السِّن التَستُر مكشوف» الذي أستخدم بحوث فقدت مصداقيتها في وقت مبكر، ومما زاد في التعقيد تلك الدراسات الوبائية التي وجدت علاقة بين مَرَضُ دَوَاعِمِ السِّنّ ومَرَضٌ القلْب والسَكْتَة الدماغية، والوِلادَة المُبْتَسرة. تجرثم الدم (البكتيريا في مَجْرَى الدَّم) يمكن أن تسببها العديد من الأنشطة اليومية، على سبيل المثال تَفْرِيْش الأَسْنان، ولكن يمكن أن يحدث أيضا بعد أي إِجْراءات سِنِّيّة تشتمل على نَزيف. من المحتمل حصولها خاصة بعد قلع الأسنان بسبب حركة الأسنان والقوة اللازمة لإخراجه، ولكن الأسنان المعالجة لبيا وحدها لا تسبب تَجَرْثُمُ الدَّم أو أمراض مَجْموعِيّة.